# 2차감시 레이더

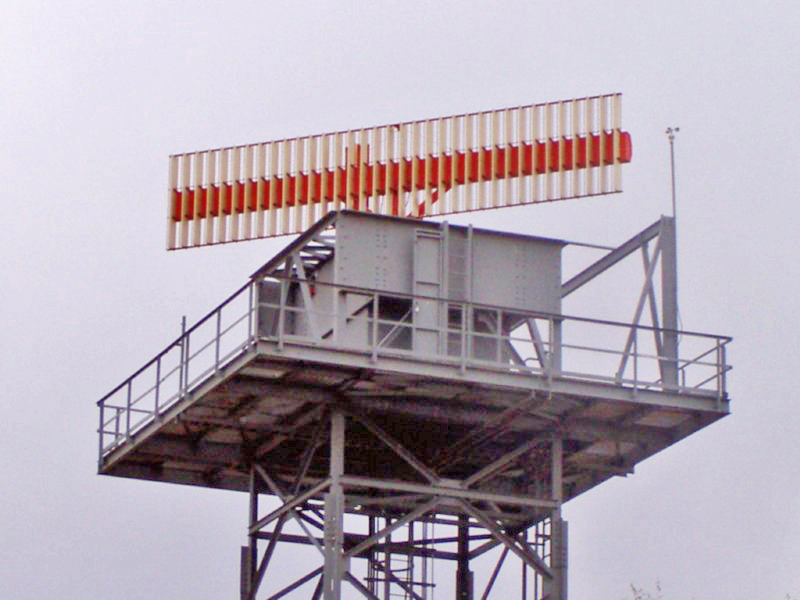
SSR 안테나

2차감시 레이더(secondary surveillance radar; SSR)는 항공 관제에 사용되는 레이더 장비의 일종으로, 기존의 1차 레이더(Primary Radar)와 달리 항공기에 장착된 트랜스폰더와 질문 및 응답 신호를 주고받아 항공기를 식별하고 위치, 거리, 고도 및 상태 정보 등을 파악하는 기기이다.
2차감시 레이더는 제2차 세계 대전 동안 군에서 사용한 피아식별장치(IFF, Identification Friend or Foe) 시스템을 기술적 기반으로 하였다. 민간 분야에서 SSR 사용하였고, 특히 미국에서는 항공교통관제 레이더비콘시스템(ATCRBS, Air Traffic Control Radar Beacon System)이라고 하며, 항공기에 장착된 트랜스폰더(transponder)를 사용하였다.  트랜스폰더(transponder)는 레이더 주파수에서 송신과 수신을 하는 것으로 대상 항공기의 트랜스폰더에게 문의 및 답변 신호를 통해 식별 정보를 획득하도록 되어 있다.
민간 분야에서 2차감시 레이더(SSR)와 군분야 피아식별장치(IFF)는 예전보다 더 복잡해 지고 있지만, 서로 상호 호환성을 유지하고 있다.
SSR은 더 많은 정보를 제공할 수 있고 또한 충돌방지를 위해 항공기 간 직접적으로 데이터를 교환할 수 있다.  신뢰성 있는 아군 판별의 중요한 군사적 목적인 IFF는 메시지를 적에게 노출하지 않도록 더 암호화한다.

## 동작
이 시스템의 목적은 항공기를 발견하고 식별하는 능력을 향상하는데 있다.  SSR은 안테나를 회전함으로써 지속적으로 문의 펄스를 송출한다.  가시선상에서 존재하는 비행기 트랜스폰더(transponder)는 SSR 신호에 응답하여 정보를 보낸다. 응답 신호의 형태는 문의하는 모드에 따라 다르다. (다음 모드 참조) 항공기 레이더 화면상에 아이콘 형태로 계산된 위치를 전시한다.  트랜스폰더(transponder)가 없는 항공기는 계속 주 레이더(Primary Radar)에 의해 감시한다. 교차 비콘 신호가 사용되는데 문의인 경우는 1030MHz이고 응답인 경우는 1090MHz이다.

## 같이 보기
- 항공교통관제 레이더비콘시스템
- 공중충돌방지장치